# Fritz!Box
FRITZ!Box è una serie di dispositivi Home Access Gateway prodotta dall'azienda tedesca AVM.
Nel 2014 aveva una quota di mercato di circa il 50% nel mercato DSL in Germania. Il sistema operativo presente su tali prodotti si chiama FRITZ!OS.